# Charqaoua
Charqaoua (en àrab شرقاوة, Xarqāwa; en amazic ⵛⵕⵇⴰⵡⴰ) és una comuna rural de la prefectura de Meknès, a la regió de Fes-Meknès, al Marroc. Segons el cens de 2014 tenia una població total de 5.526 persones.